# Villa Costebelle

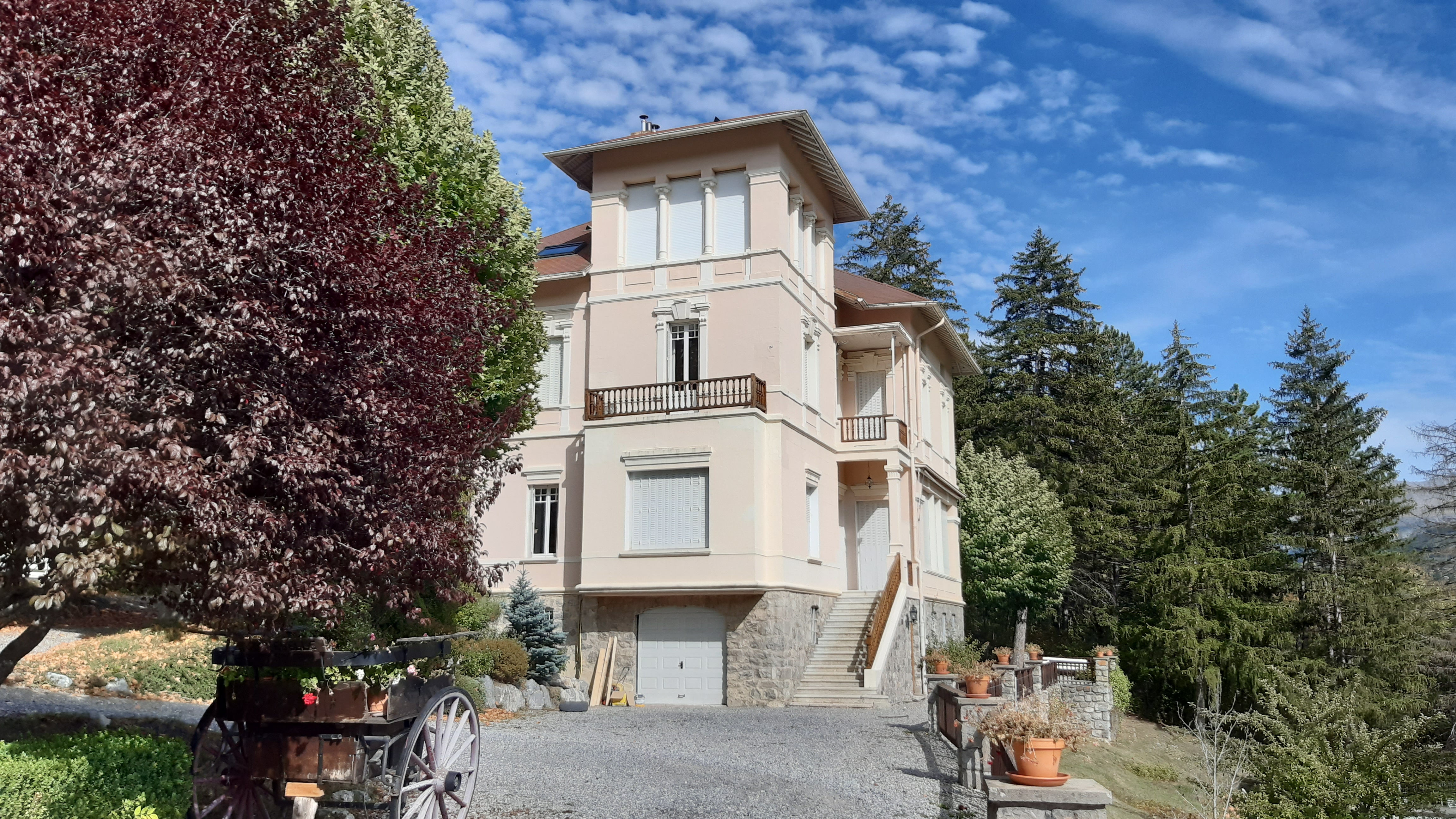
A Villa Costebelle em 2020.

A Villa Costebelle é uma mansão histórica em Barcelonnette, Alpes-de-Haute-Provence, Provence-Alpes-Côte d'Azur, na França. Foi construída de 1913 a 1914 para Victor Garcin, um empresário francês no México. Está listado como um monumento histórico oficial desde 1986.